# 趙容衡
趙 容亨（チョ・ヨンヒョン, 1983年11月3日 - ）は、大韓民国・仁川広域市出身の元サッカー選手。元韓国代表。現役時代のポジションは主にディフェンダー（DF）。

## 経歴
2005年、済州ユナイテッドFCの前身である富川SKにてプロデビュー。2007年に城南一和天馬へと移籍するも、2008年に済州へと復帰している。韓国を代表するセンターバックとしてチームのディフェンスを支えている。
韓国代表としては2008年1月のチリ戦にてA代表デビュー。これ以降、2010 FIFAワールドカップ・アジア予選などでもDFとして鉄壁を築いた。2010年の東アジアサッカー選手権では最優秀ディフェンダー賞を受賞している。
2017年5月31日に行われたACLの浦和レッズ戦において2枚のイエローカードを受けて退場となった。趙は試合後にフィールドに戻り、審判に対して暴行を振るったことで6ヶ月間の出場停止と2万米ドルの罰金の懲戒処分を受けた。

## 所属クラブ
- 富川SK/済州ユナイテッドFC 2005-2006
- 慶南FC 2007
- 城南一和天馬 2007
- 済州ユナイテッドFC 2008-2010
- アル・ラーヤンSC 2010-2014
- アル・シャマルSC 2014-2015
- 石家荘永昌足球倶楽部 2015-2016
- 済州ユナイテッドFC 2017-2018
- 済州ユナイテッドFC 2019

### 出場大会
- 韓国代表
  - 2010 FIFAワールドカップ

### 試合数
- 国際Aマッチ 43試合 0得点（2008年-2012年）[2]

| 韓国代表 | 国際Aマッチ | 国際Aマッチ |
| 年       | 出場        | 得点        |
| -------- | ----------- | ----------- |
| 2008     | 11          | 0           |
| 2009     | 12          | 0           |
| 2010     | 17          | 0           |
| 2011     | 2           | 0           |
| 2012     | 1           | 0           |
| 通算     | 43          | 0           |